# Єрмоленко-Южина Наталія Степанівна
Ната́лія Степа́нівна Єрмоленко-Южина (1881, Київ — 22 вересня 1948, Париж) — оперна співачка (драматичне сопрано).
Співу почала навчатися в Києві у М. Зотової в 1897—1901 рр., потім у Петербурзі, після чого продовжила навчання в Парижі у П. Відаля та в Італії.
Повернувшись до Росії, почала артистичну діяльність, в 1900 дебютувала на оперній сцені в петербурзькій приватній антрепризі О. А. Церетелі.
- 1901-1904 або 1906 — солістка петербурзького Маріїнського театру.
- 1910-1913 — солістка петербурзького Маріїнського театру.
- 1913 — солістка московського Большого театру.
- 1915 — початок 1920-х рр. — солістка петербурзького Маріїнського театру.
- 1904 або 1906—1908 — солістка московського Большого театру
- 1908-1910 — московської Опери С. Зіміна.
- 1916 1919 — солістка московського Большого театру.

Крім роботи в стаціонарних оперних театрах, співачка постійно концертувала на різних сценах і гастролювала по містах Росії і за її межами: в Одесі (1904), Тифлісі, Баку, Казані (1905), Ростові-на-Дону (1906), Мілані (театр Ла Скала, 1906 і 1907; разом з чоловіком Д. Х. Южиним), Південній Америці (1907), Парижі (театр Гранд-Опера, 1907 і 1912); в 1908 році вона брала участь у найпершому «Російському сезоні» в антрепризі С. Дягілєва та за виконання партії Марини Мнішек в опері «Борис Годунов» М. Мусоргського була представлена до ордена Почесного легіону, Брюсселі (червень 1910).
Була активним членом московського товариства «Кобзар» (початок 1900-х рр.). Концертувала (часто разом зі своїм чоловіком) з виконанням творів М. Лисенка, В. Підгорецького, Я. Степового та українських народних пісень. Разом з І. Алчевським організовувала в Петербурзі вечори українського романсу і пісні.
З 1917 року постійно виступала в лондонському Ковент-Гарден, одночасно гастролювала в Італії, Німеччині (1921—1922), Франції (1923), Америці (1923), Іспанії (1922) і Росії.
28 грудня 1923 помер її чоловік співак Давид Христофорович Южин. У 1924 році Н. Єрмоленко-Южина емігрувала в Париж, де жила до кінця життя, епізодично виступаючи в «Гранд-Опера», в антрепризі Церетелі та в концертах.